# Christian Oliver

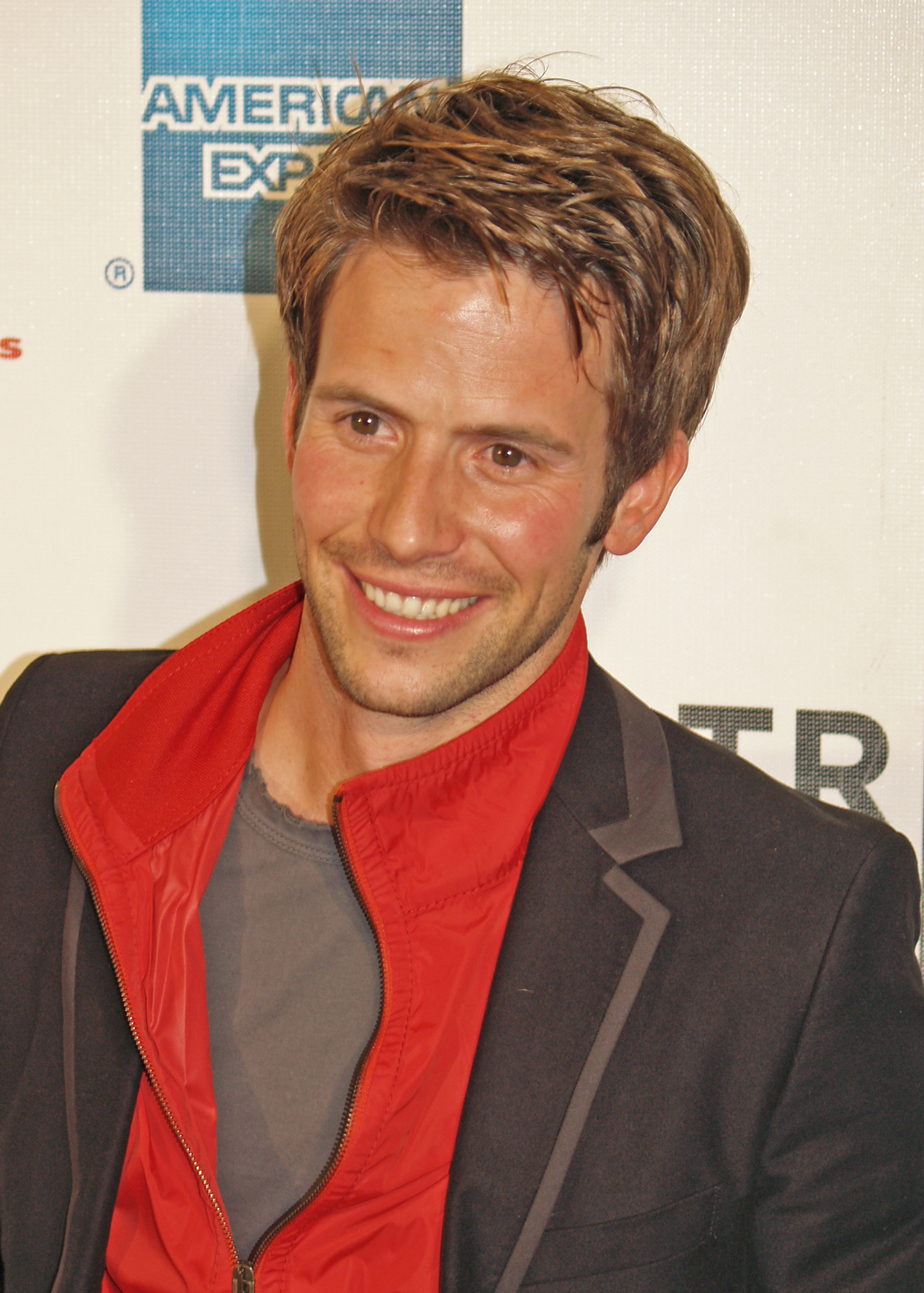
Christian Oliver, 2008

Christian Oliver (Celle, 3 maart 1972 – Caraïbische Zee (nabij Bequia), 4 januari 2024) was een Duits acteur.

## Biografie
Oliver begon zijn loopbaan in de Verenigde Staten. In 1994 kreeg hij de rol van een Zwitserse student in Saved by the Bell: The New Class. Hoewel hij maar voor een seizoen te zien was, was dit het begin van een carrière.
In 1995 was hij in The Baby-Sitters Club te zien en presenteerde hij de Duitse televisieserie Star Club LA, ook dit voor maar een seizoen. Sindsdien was hij vooral in Amerikaanse producties te zien. Hij woonde in Los Angeles.
Na Saved by the Bell speelde Oliver in televisieseries als Sliders, V.I.P. en The Comeback. Vervolgens richtte hij zich op een filmcarrière. In 2006 werd de film The Good German uitgebracht, waarin Oliver te zien was met George Clooney, Cate Blanchett en Tobey Maguire. De film werd in Nederland op 1 maart 2007 uitgebracht. Hij speelde ook Jan Richter in de Duitse politieserie Alarm für Cobra 11 - Die Autobahnpolizei.
Op 4 januari 2024 kwam Oliver, samen met zijn twee dochters en de piloot, om het leven nadat hun vliegtuig in de Caraïbische Zee crashte. Hij was 51 jaar oud.

## Filmografie
- 1994–1995: Star Club L.A. (filmmagazine)
- 1994–1995: Saved by the Bell: The New Class (televisieserie, 26 afleveringen)
- 1995: The Baby-Sitters Club
- 1997: Rosamunde Pilcher – Zwei Schwestern (televisiefilm)
- 1997: Two Sisters
- 1997: Eat Your Heart Out
- 1998: First Love – Die große Liebe (televisiefilm)
- 1998: Sliders (televisieserie, 4x15)
- 1999: V.I.P. (televisieserie, aflevering 1x16)
- 1999: Götterdämmerung – Morgen stirbt Berlin
- 1999: Romantic Fighter
- 2000: Medal of Honor: Underground (spreker)
- 2001: Undressed (televisieserie, 1 aflevering)
- 2001: Kept
- 2001: Schlaf mit meinem Mann
- 2001: Ablaze
- 2002: A Light in the Forest
- 2004: Frostbite
- 2002–2004: Alarm für Cobra 11 – Die Autobahnpolizei (televisieserie, 28 afleveringen)
- 2004: Law & Order – Justice Is Served (spreker)
- 2005: Subject Two
- 2005: The Comeback
- 2006: The Good German
- 2007: Inspector George Gently (televisieserie, 1 aflevering)
- 2008: Speed Racer
- 2008: Immer Wirbel um Marie
- 2008: Valkyrie
- 2009: Ready or Not
- 2009: Ein Haus zum Träumen
- 2009: Tribute
- 2009: Acholiland (korte film)
- 2010: Ein Fall für zwei - Tödliche Story (televisieserie)
- 2010: Der Bergdoktor - Kein Zurück (televisieserie)
- 2011: House of Good and Evil
- 2011: The Three Musketeers
- 2012–2021: SOKO Stuttgart (televisieserie, 4 afleveringen)
- 2013: Crossing Lines - Jäger der Straße (televisieserie)
- 2014: Hercules Reborn
- 2014: Ninja Apocalypse
- 2015: Sense8 (televisieserie, 3 afleveringen)
- 2016: Timeless: Wernher von Braun
- 2018: The Outer Wild
- 2018: The Outpost (televisieserie, 1x07)
- 2019: D-Day
- 2020: Hunters (televisieserie, 5 afleveringen)
- 2020: I Am Fear
- 2020: Weihnachten in Wien
- 2022: Binge Reloaded (televisieserie, aflevering 2x03)
- 2022: English Estate